# Schwestern Unserer Lieben Frau von den Aposteln
Die Schwestern Unserer Lieben Frau von den Aposteln (frz.: Sœurs missionnaires de Notre-Dame des Apôtres, Ordenskürzel: NDA) sind eine Kongregation in der römisch-katholischen Kirche. Sie wurden von Pater Augustin Planque, dem ersten Generalsuperior der Gesellschaft der Afrikamissionen im Jahre 1876 gegründet. Das vorrangige Ziel der Missionsschwestern ist die Evangelisierung Afrikas.

## Geschichte

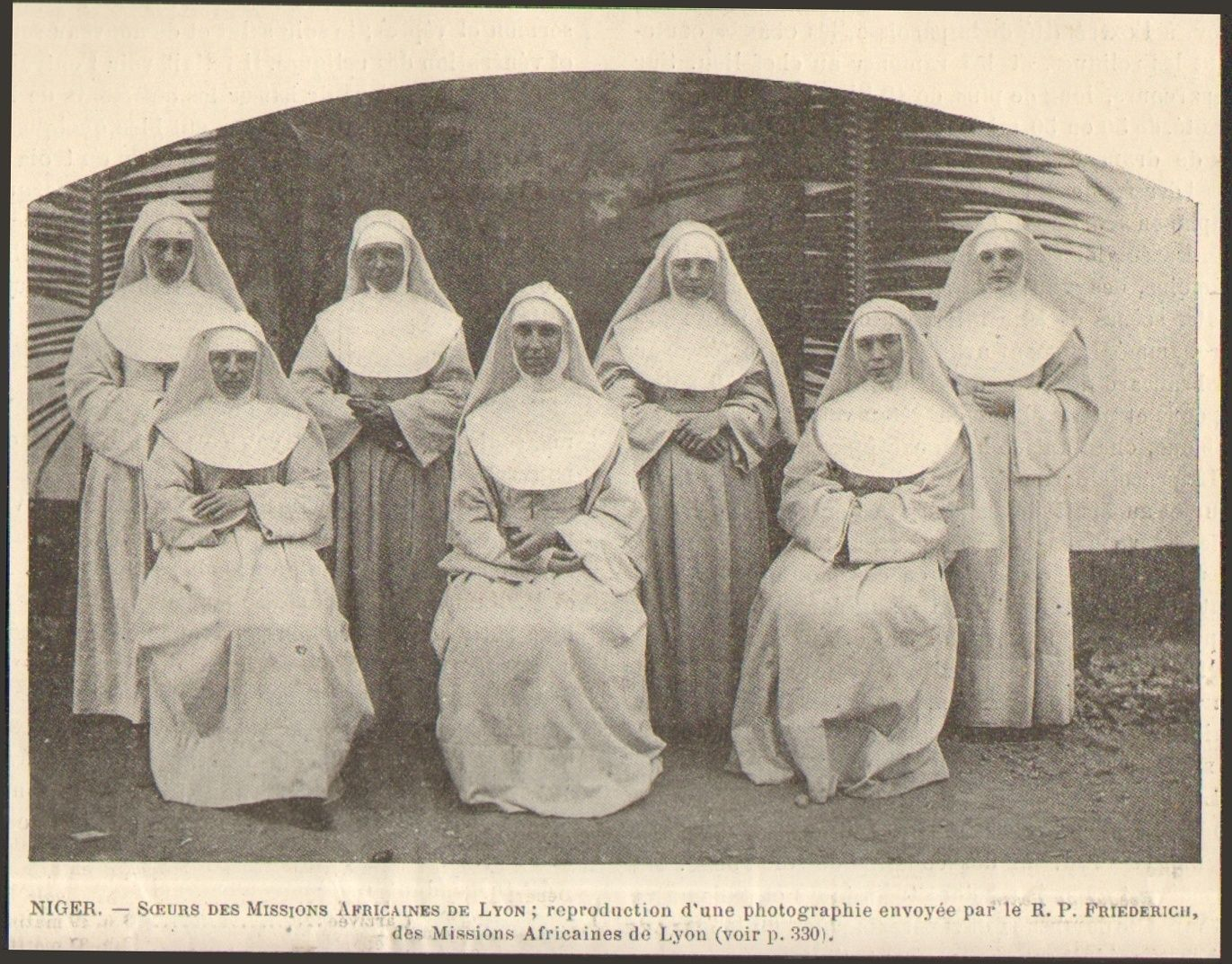
Schwestern in Niger, um 1920.

Die erste Zusammenkunft der Schwestern war 1876 in Lyon, hier wurde auch das erste Generalhaus errichtet. Die Bauzeit des Mutterhauses betrug drei Jahre und wurde 1881 abgeschlossen. Angeschlossen am Mutterhaus errichteten die Ordensschwestern eine Klosterschule, neben der regulären Schule war sie auch eine Bildungseinrichtung für angehende Missionare, die in Afrika arbeiten sollten. Mit der Trennung von Religion und Staat wurde der Schule das Recht zur Unterrichtserteilung aberkannt, das Schulgebäude wurde nun Kloster und Noviziat.
Im Verlauf des Ersten Weltkrieges beschloss die Gemeinschaft das Haus dem Zivilkrankenhaus von Lyon und dem Französischen Roten Kreuz zur Nutzung zu überlassen. Später ab 1930 begann der Ausbau des Hauses, es verfügte jetzt über Zimmer und Wohneinrichtungen, so dass die aufkommende Zahl von Missionaren und Schwestern untergebracht werden konnte.
Im  Zweiten Weltkrieg wurde auch das Wohnhaus und Kloster durch Bombenangriffe stark beschädigt. Erst 1945 konnte man mit den Reparaturarbeiten und dem teilweisen Wiederaufbau beginnen. Bis 1971 wurde der Krankenhausdienst und die Krankenbetreuung intensiviert, das Kloster und die Pfarrkirche in Lyon wurden zum Mittelpunkt der Krankenseelsorge und der christlichen Schulausbildung. Nach 1971 musste die Kongregation einen starken Rückgang verkraften, es meldeten sich weniger Missionsanwärter und das Mutterhaus konnte finanziell nicht mehr bewirtschaftet werden. Schließlich wurde 2004 das Kloster geschlossen und das General- und Mutterhaus nach Rom verlegt.

## Organisation und Missionsgebiete
Gegenwärtig gehören dem Orden 850 Schwestern aus 18 Ländern an. Neue Ordensmitglieder kommen vor allem aus Afrika: von 74 Schwestern, die in jüngster Zeit die zeitlichen Gelübde abgelegt haben, sind 66 Afrikanerinnen. Die Schwestern sind in insgesamt 7 englisch- und französischsprachigen Ländern in Westafrika tätig, darunter Nigeria und Ghana. Darüber hinaus arbeiten die Missionsschwestern in Tansania, Ägypten, Algerien und im Libanon. Sie haben weitere Ordensniederlassungen in Europa, Argentinien und Kanada.

## Ordensleben
Die Ordensschwestern leben in Gebieten, in denen große Armut herrscht und die durch Kriege, Gewalt, Hungersnot und Arbeitslosigkeit geprägt sind. Die apostolische Tätigkeit konzentriert sich auf das Bildungswesen und die Betreuung von Kindern und Jugendlichen. Ein weiterer Schwerpunkt ist die Arbeit mit Frauen, die Opfer der unterschiedlichsten Gewalt und Sklaverei geworden sind. Auf dem Feld der Evangelisierung steht die Zusammenarbeit zwischen Muslimen und Christen im Vordergrund. Ihr Leitgedanke ist der von Pater Augustin übertragene Auftrag:

„Je mehr wir vereint sind um so mehr werden wir Gottes Werke tun. Die Quelle unserer Gemeinschaft ist die Dreifaltigkeit: nur auf diese Weise können wir die Gemeinschaft bei unserer apostolischen Tätigkeit umsetzen und sie auch den Menschen vermitteln, denen wir bei unserer Arbeit begegnen. Unsere Berufung verlangt von uns, dass wir als Instrumente der Gemeinschaft in einer gespaltenen und geteilten Gesellschaft wirken, in der zahlreiche Konflikte herrschen, wie dies zum Beispiel in Algerien und Nigeria der Fall ist. Indem es uns gelingt, ein Zeugnis von der Einheit abzulegen werden unsere Gemeinschaften die tatsächliche Möglichkeit eines liebevollen, friedlichen und harmonischen Zusammenlebens unter Beweis stellen, in dem wir auch diejenigen akzeptieren, die anders sind.“